# Vaihingen-sur-l'Enz
Vaihingen-sur-l'Enz (en allemand : Vaihingen an der Enz) est une ville d'Allemagne, près de Stuttgart. De plan médiéval, elle est dominée par le château de Kaltenstein, ancien siège des comtes de Vaihingen.

## Histoire
| Appartenances historiques Margraviat de Bade 1291-1334 Comté d'Oettingen 1334-1339 Comté de Wurtemberg 1339-1442 Comté de Wurtemberg-Urach 1442-1482 Comté de Wurtemberg 1482-1495 Duché de Wurtemberg 1495-1803 Électorat de Wurtemberg 1803–1806 Royaume de Wurtemberg 1806–1871 Empire allemand 1871-1918 République de Weimar 1918–1933 Reich allemand 1933–1945 Allemagne occupée 1945–1949 Allemagne de l'Ouest 1949–1990 Allemagne 1990-présent |

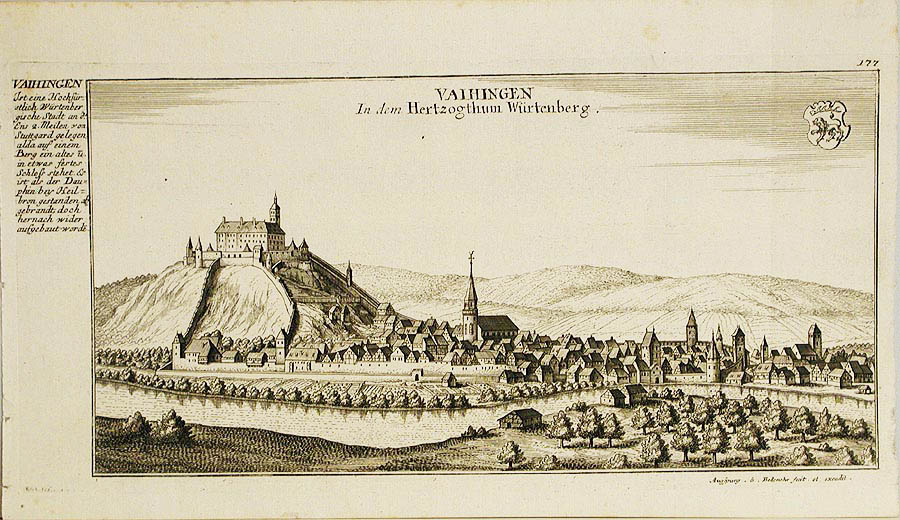
Gravure de 1720 représentant la ville et son château au bord de l'Enz

La ville est connue en Europe à cause du camp de travail (kommando) établi par les nazis en août 1944 et qui dépendait du vaste réseau de camps du Struthof.
Cette ville est également le lieu de naissance de Konstantin von Neurath, ministre des affaires étrangères de la République de Weimar puis du Troisième Reich de 1932 à 1938, et dirigeant du Protectorat de Bohême-Moravie de 1939 à 1943.
Le 7 avril 1945, lors de la prise de la ville par le 49e régiment d'infanterie de la 3e division d'infanterie algérienne de la 1re Armée française, celle-ci libère le camp de concentration de Vaihingen sur l'Enz où sont venus mourir quelques milliers déportés, la plupart juifs. Le bataillon médical du docteur Rossi y découvre 650 survivants, intransportables, le 5 avril, vers Dachau. Le 13 avril, la cinéaste du Service Cinématographique des Armées (SCA), Germaine Kanova, filme des images du camp qui seront publiées dans les grands journaux mondiaux.

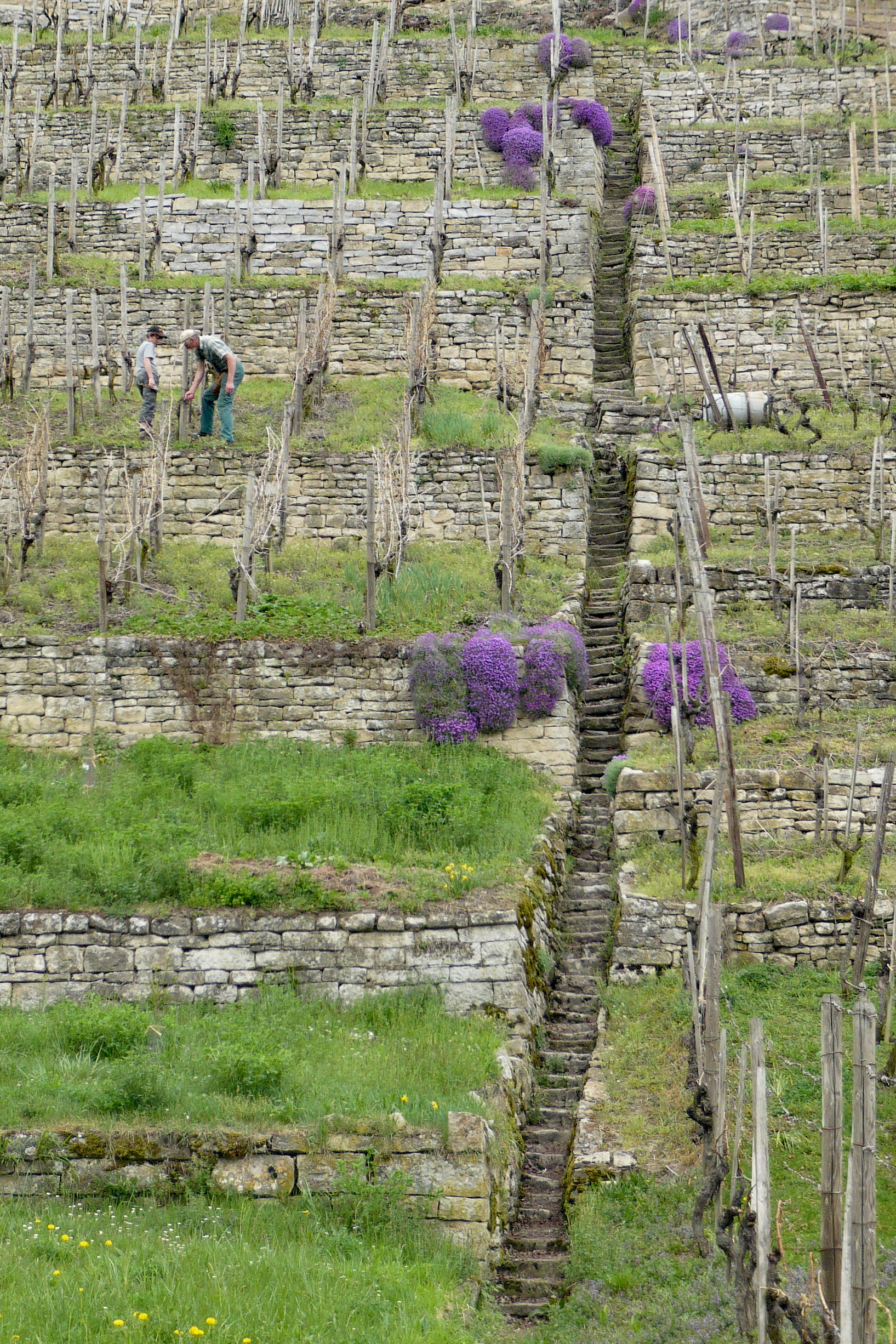
Escalier dans le vignobles de Enz près de Vaihingen. Avril 2009.

## Personnalités liées à la ville
- Jean II de Nassau-Sarrebruck (1423-1472), comte de Nassau-Sarrebruck mort à Vaihingen-sur-l'Enz.
- Konstantin von Neurath (1873-1956), homme politique né et mort à Vaihingen-sur-l'Enz.
- Hartwig Gauder (1954-2020), champion olympique de marche sportive en 1980.
- Deglingo Pocho (1995-2023), entraîneur de l'Eintracht Francfort.